# Lycocerus hokiensis
Lycocerus hokiensis es una especie de coleóptero de la familia Cantharidae.

## Distribución geográfica
Habita en Japón.